# Bartholda van Swieten
Bartholda van Swieten, född 2 april 1566 i Haag, död 15 oktober 1647 i Haag, var en holländsk adelsdam; en diplomat som fungerade som medlare mellan Nederländerna och de Spanska Nederländerna. Hon är föremål för romanen Een haagsche joffer (1856).  
Dotter till Adriaan van Swieten (1532-1584), guvernör i Gouda, och Josina van Naaldwijk (1540-1575). Gift i Haag 1588 med Floris T'Serclaes (1540-1612), fogde i Schoonhoven. Hon tillhörde en familj som tagit protestanternas sida under kriget och fått fly undan hertigen av Alba. Hon återvände till Bryssel 1586, men bosatte sig med maken i Haag 1588; efter freden 1609 pendlade hon ofta mellan de fria Nederländerna där hon bodde, och de Spanska Nederländerna, där hon hade egendom och där hennes döttrar var bosatta. Hon utförde med tiden en del medlaruppdrag, bland annat för Charles de Ligne, greve av Aremberg: 1615 fick hon av Nederländerna titeln generaldirektör och fick utföra ett uppdrag gällande en värdefull matta. År 1621 agerade hon som medlare och sändebud mellan Spanska Nederländernas regent, ärkehertig Albert i Bryssel, och Nederländernas ståthållare Moritz av Nassau, gällande ett återförande av en del provinser under Spanien. Hon hade formellt bemyndigande att föra förhandlingar mellan de två hoven och for då öppet mellan dem för att förhandla om statsangelägenheter. Hon hade också ansvaret för en fångutväxling 1624, samt fängslandet av jesuiter i Brasilien. 1625 förde hon förhandlingar mellan ärkehertiginnan Isabella och Fredrik Henrik av Oranien. Hennes sista officiella medling, vilkens omkostnader betalades av staten, utfördes 1629; därefter tycks hon inte längre ha anlitats. 
Swietens karriär som diplomat var på sin tid unik för hennes kön. Omdömena om henne är delade: Venedig bedömde henne som en dåraktig kvinna som blandade sig i saker som inte angick henne medan Frankrike var imponerad av henne, medan guvernör Albert i Bryssel samarbetade väl med henne och kallade henne en god katolik. Hennes uppdrag var sällan framgångsrika, då misstron mellan nord och syd vid denna tid var mycket svår, men hon intog en mycket ovanlig position för en kvinna för sin tid och tycks ha åtnjutit respekt som diplomat. 
Hon har skildrats inom fiktion, bland annat i en pjäs. 